# Eberhard Ackermann
Eberhard Rolf Otto Ackermann (* 2. November 1933 in Wethau) ist ein deutscher Ökonom.

## Leben
Eberhard Rolf Otto Ackermann wurde am 2. November 1933 in Wethau geboren. Sein Vater Otto Ackermann war Maurer, seine Mutter Erna Ackermann, geborene Kraneis, war Industriearbeiterin. 1952 absolvierte Ackermann sein Abitur in Naumburg. Dann bezog er die Universität Rostock zum Schiffsbaustudium. Das Studium schloss er 1957 ab, die Universität ernannte ihn zum Diplom-Ingenieur. Im gleichen Jahr stellte ihn das Konstruktionsbüro der VEB Schiffswerft Fürstenberg/Oder ein. 1960 gab er diese Stelle auf und fungierte bis 1966 mehrmals als wirtschaftlicher Leiter des Bezirks Rostock. In den folgenden vier Jahren war er technischer Direktor der Mathias-Thesen-Werft.
An die Universität Rostock ging er 1970 und wurde Wissenschaftsbereichsleiter. 1974 promovierte ihn die Universität zum Doktor der Wirtschaftswissenschaften. Nach seiner 1979 erfolgten Habilitation wurde er im Folgejahr Dozent für sozialistische Wirtschaftsführung und 1985 außerordentlicher Professor dieser Lehre. Seit 1988 wirkte er als ordentlicher Professor. 1990 nahm er eine ordentliche Professur für Personalwirtschaft an. Von 1975 bis 1987 leitete er außerdem mehrere Forschungsprojekte in Betrieben des Schwermaschinen- und Anlagenbaus.
Im Jahr 1992 verließ Ackermann die Universität und leitete den Verein Institut für Regionale Wirtschafts- und Arbeitsmarktstrategien bis 2002.